# Horizons (Raumfahrtmission)
Horizons war eine Raumfahrtmission der Europäischen Weltraumorganisation ESA, bei der sich der Astronaut Alexander Gerst sechs Monate lang an Bord der Internationalen Raumstation (ISS) aufhielt. Die Bezeichnung dieser Mission sagt über den Inhalt der Mission nichts aus, es ist aber üblich, dass ESA-Astronauten ihre Mission unter ein individuelles Motto stellen.

## Vorbereitung
Gerst wurde im Mai 2009 offiziell von der Europäischen Weltraumorganisation ESA als Raumfahrer ausgewählt. 2014 flog er mit dem Raumschiff Sojus TMA-13M zur ISS und verbrachte dort sechs Monate als Bordingenieur der ISS-Expeditionen 40 und 41.
Der Generaldirektor der ESA teilte am 18. Mai 2016 mit, dass Alexander Gerst für einen zweiten Flug zur Internationalen Raumstation von Juni bis Dezember 2018 eingeplant ist. Am 3. Oktober hat er für die zweite Hälfte der Mission, als erster Deutscher und zweiter Westeuropäer, auch die Funktion des Kommandanten übernommen. Gerst war der erste seiner Auswahlgruppe, der einen zweiten Raumflug absolvierte. Ersatz für Gerst war der kanadische Raumfahrer David Saint-Jacques.
Erste Nutzlasten für Forschung und Experimente, die während Horizons ausgeführt wurden, wurden am 2. April 2018 mit einer Falcon-9-Trägerrakete zur ISS gestartet.

## Forschung
Deutsche und weitere europäische Universitäten, Forschungseinrichtungen, Firmen und das DLR haben 35 Experimente für die Mission beigesteuert. Die Experimente fielen in die Themenbereiche Biologie, Medizin, (Astro-)Physik und Materialwissenschaften. Darüber hinaus fanden Technologiedemonstrationen und ein Bildungsprogramm für Kinder und Jugendliche statt. Gerst fungierte für viele medizinische Experimente selbst als Testobjekt. Auch die schwebende Roboterkugel Cimon wurde erprobt.

## Missionsverlauf

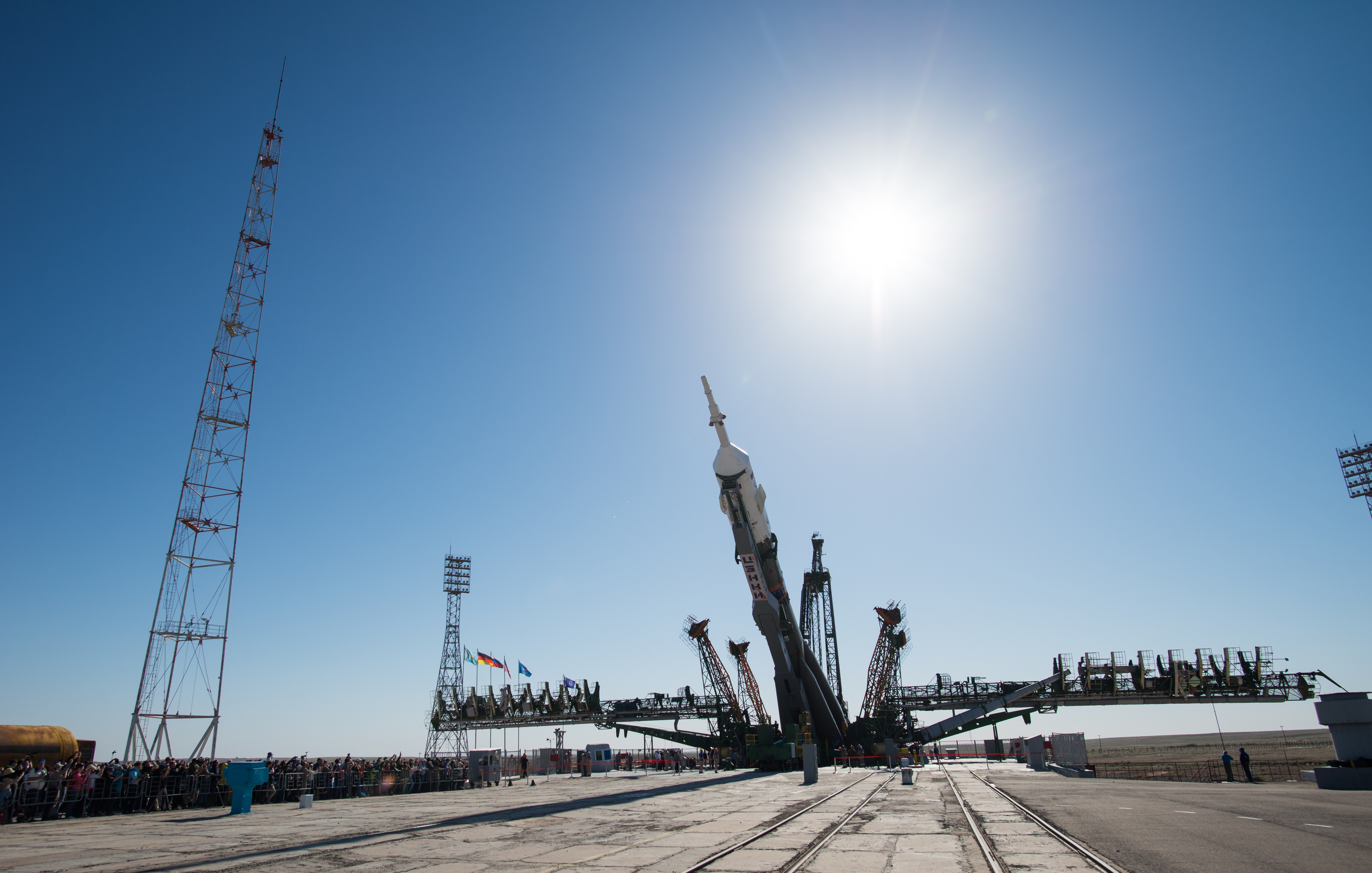
Rollout der Sojus MS-09 am Startplatz im Kosmodrom Baikonur am 4. Juni

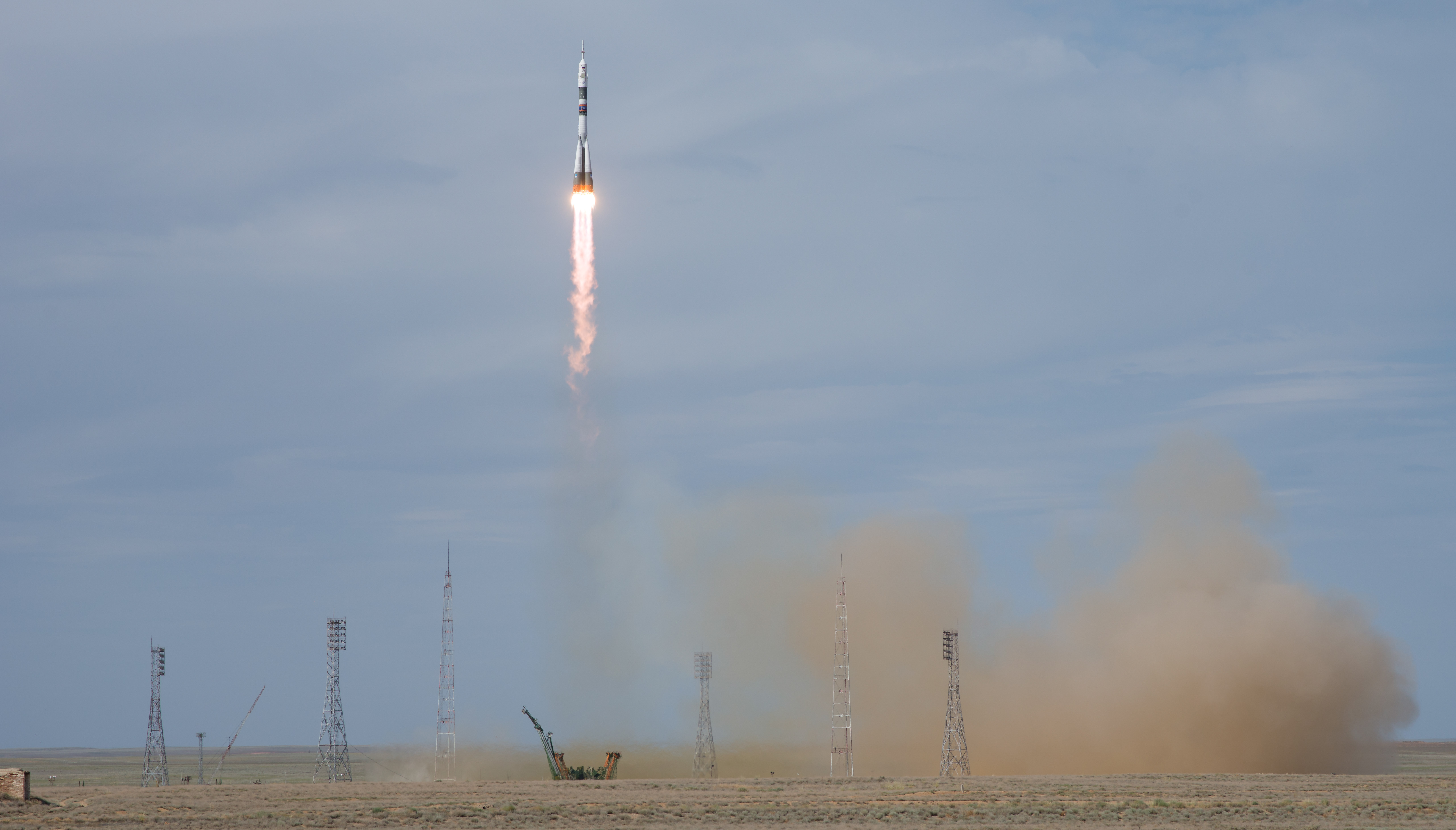
Start des Raumfluges Sojus MS-09, der Alexander Gerst am 6. Juni 2018 zur Raumstation brachte.

Gerst startete am 6. Juni 2018 um 13:12:41 Uhr MESZ (11:12:41 UTC) mit dem Raumschiff Sojus MS-09 zur ISS. Das Andocken an die ISS erfolgte nach 34 Erdumrundungen am 8. Juni 2018 um 15:01 Uhr MESZ (13:01 UTC). Begleitet wurde er von Sergei Prokopjew und Serena Auñón. Auf der Station traten sie der Expedition 56 bei, zu der auch Kommandant Andrew Feustel aus den USA und die Bordingenieure Richard Arnold (USA) und Oleg Artemjew (Russland) gehörten.
Am 3. Oktober 2018 endete die Expedition 56 und begann die Expedition 57. Während Feustel, Arnold und Artemjew mit Sojus MS-08 auf die Erde zurückkehrten, blieb Gerst zusammen mit Prokopjew und Auñón auf der Internationalen Raumstation. Gerst übernahm zu diesem Zeitpunkt als erster Deutscher und zweiter Westeuropäer das Kommando auf der ISS. Die Raumfahrer begannen die Expedition 57 zunächst zu dritt, bevor am 11. Oktober 2018 mit Alexei Owtschinin und Nick Hague zwei weitere Mitglieder der Expedition zur ISS fliegen sollten. Nach dem Ausfall der zweiten Stufe der Trägerrakete in den ersten Flugminuten erreichte die Sojus MS-10 jedoch nicht den Orbit und musste notlanden. Die beiden Besatzungsmitglieder blieben unversehrt.
Am 20. Dezember 2018 kehrte Gerst zusammen mit Prokopjew und Auñón zur Erde zurück. Mit der Landung in Kasachstan endete auch die Mission Horizons offiziell.

## Trivia
Auf dem Flug waren Plüschfiguren der Maus, des Elefanten und des Mainzelmännchens Conni mit an Bord.